# Пес патрул: Супер филмът
„Пес патрул: Супер филмът“ (на английски: PAW Patrol: The Mighty Movie) е канадска компютърна анимация от 2023 г. на режисьора Кал Брънкър, който е съсценарист със Боб Барлен и Шейн Морис. Базиран на сериала „Пес патрул“ от Кийт Чапман, той е продължение на „Пес патрул: Филмът“ (2021). Озвучаващия състав се състои от Маккена Грейс, Тараджи Хенсън, Марсай Мартин, Крисчън Конвъри, Ким Кардашян, Норт Уест, Сейнт Уест, Джеймс Марсдън, Кристен Бел и Фин Лий-Еп.
Плановете за продължение на „Пес патрул: Филмът“ започнаха през август 2021 г., когато Брънкър се интересува от създаването на продължение след успеха на първия филм. Той получава зелена светлина от Спин Мастър Ентъртейнмънт през ноември 2021 г. и е планиран за премиера през октомври 2023 г.
Филмът излиза по кината в Съединените щати и Канада на 29 септември 2023 г.

## Актьорски състав
- Маккена Грейс – Скай
- Тараджи Хенсън – Виктория „Вий“ Ванс
- Марсай Мартин – Либърти
- Крисчън Конвъри – Чейс
- Ким Кардашян – Делорес
- Норт Уест – Мини
- Сейнт Уест
- Крис Рок – Версията на Рабъл в екипа на Котешката катастрофа
- Джеймс Марсдън – Ханк
- Кристен Бел – Джанет
- Фин Лий-Еп – Райдър
- Рон Пардо – Кмет Хъмдингър/Капитан Турбот
- Лил Рел Хауъри – Сам Стринджър, репортер на новини
- Серина Уилямс – Йога Ивет, инструктор по йога
- Алън Ким – Нано
- Брайс Гонзалес – Тот
- Лъкстън Хандспайкър – Рабъл
- Крисчън Корао – Маршъл
- Калъм Шоникър – Роки
- Найлън Партипан – Зума
- Ким Робъртс – Кмет Гудуей

## Продукция
На 7 юни 2022 г. е обявено, че студио „Микрос Имидж“ в Монреал, където е произведен първия филм, ще работи и по продължението.

## Музика
На 25 януари 2023 г. Пинар Топак е обявен за композитор на продължението, замествайки Хейтор Перейра от първия филм. Три оригинални песни са направени за филма. Брайсън Тайлър изпълнява Down Like That, издаден от Trapsoul/RCA Records на 8 септември. Маккена Грейс изпълнява в дует с Блекбиър песента Bark to the Beat, която е издадена от Photo Finish Records на 15 септември, а Кристина Агилера изпълнява Learning To Fly, издадена от RCA Records на 22 септември.

## Премиера
Премиерата на филма е насрочена за по-рано в европейските кина, включително тези в Портулагия на 23 септември 2023 г. Той излиза по кината в Съединените щати и Канада на 29 септември.
Филмът е излъчен заедно с късометражния анимационен филм „Дора и фантастичните създания“. В него участват героите от „Дора“, предстоящ компютърно анимиран сериал за деца в предучилищна възраст.

## В България
В България филмът има предварителни прожекции на 22 до 24 септември 2023 г. Официалната му премиера е на 29 септември, разпространен от „Форум Филм България“.